# Marko Kantele
Marko Kantele (Heinola, 24 augustus 1968) is een Finse darter, die speelt voor de PDC.
In 1997 maakte Kantele zijn debuut op een groot toernooi, toen hij de tweede ronde haalde op de Winmau World Masters. In de eerste ronde versloeg hij Colin Monk, waarna hij verloor van Mark Day. Vervolgens duurde het vijf jaar tot Kantele zich opnieuw plaatste voor een groot toernooi. Hij haalde opnieuw de tweede ronde van de Winmau World Masters, waar hij verloor van Ted Hankey en weer twee jaar later kwam hij nog een ronde verder. Nadat hij Bobby George en Remco van Eijden had verslagen, verloor hij van Martin Atkins. In 2004 speelde Kantele ook op de World Darts Trophy, waar hij in de eerste ronde verloor van Robert Wagner.
In 2005 plaatste Kantele zich voor het eerst voor de Lakeside. In de eerste ronde versloeg hij Tony O'Shea, maar in de tweede ronde werd hij verslagen door Simon Whitlock. Ook op de International Darts League werd hij in de eerste ronde uitgeschakeld. In de groepsfase won hij nog wel van Mario Robbe, maar na nederlagen tegen Raymond van Barneveld en Martin Atkins moest hij alsnog naar huis. Het jaar 2005 sloot hij af met de World Darts Trophy, waar hij in de eerste ronde verloor van Vincent van der Voort.
In 2006 haalde hij de laatste 32 van de World Masters en verloor toen van Darryl Fitton. In 2007 haalde Kantele de kwartfinale van de WDF World Cup, maar hij slaagde er niet in zich te plaatsen voor het Wereldkampioenschap. Hij won in 2008 wel een kwalificatietoernooi, waardoor hij zich plaatste voor Ladbrokes World Darts Championship. Hij werd hiermee de eerste Fin ooit, die zich wist te kwalificeren voor dit toernooi.

## Resultaten op Wereldkampioenschappen

### BDO
- 2005: Laatste 16 (verloren van Simon Whitlock met 1-3)

### WDF

#### World Cup
- 1993: Laatste 128 (verloren van John Part)
- 1997: Laatste 16 (verloren van Erik Clarys met 1-4)
- 1999: Laatste 16 (verloren van Warren Parry met 2-4)
- 2001: Laatste 128 (verloren van Stefan Nagy met 1-4)
- 2003: Kwartfinale (verloren van Ritchie Davies met 3-4)
- 2007: Kwartfinale (verloren van Mark Webster met 0-4)
- 2009: Laatste 128 (verloren van Darryl Fitton met 3-4)
- 2015: Kwartfinale (verloren van John Michael met 2-5)
- 2017: Laatste 64 (verloren van Michael Meaney met 1-4)
- 2023: Laatste 256 (verloren van Mindaugas Barauskas met 2-4)

### PDC
- 2009: Laatste 64 (verloren van Ronnie Baxter met 1-3)
- 2018: Laatste 64 (verloren van John Henderson met 0-3)
- 2020: Laatste 96 (verloren van William O'Connor met 0-3)
- 2021: Laatste 96 (verloren van John Henderson met 2-3)
- 2024: Laatste 96 (verloren van Radosław Szagański met 2-3)